# Юніон Сент-Жилуаз
Роял Юніон Сент-Жилуаз або просто Юніон (фр. Royale Union Saint-Gilloise) — професіональний бельгійський футбольний клуб з комуни Сен-Жіль Брюссельського столичного регіону.

## Історія
Клуб було засновано в 1897 році, а перша перемога «Юніон» у національному чемпіонаті датується 1904 роком. На початку 1900-х років клуб також займав високі місця в деяких з найперших єврокубкових турнірів, які проводилися до початку офіційних змагань під егідою УЄФА. З 1904 по 1935 роки клуб виграв 11 чемпіонських титулів та 2 національні кубки. Протягом 1933–1935 років команда 60 матчів поспіль не програвала. Цей рекорд тримається і понині.
У період з 1958 по 1965 клуб мав нетривалий єврокубковий успіх, граючи в Кубку ярмарків, і доходив до стадії півфіналу в сезонах 1958–60 років після перемоги у двох матчах над Ромою. У 1963 році, однак, клуб вилетів у другий дивізіон, а в 1980 році навіть впали ще нижче, до бельгійського Перехідного дивізіону.

## Досягнення

### Національні
- Чемпіонат Бельгії:
  - Переможець (12): 1903–04, 1904–05, 1905–06, 1906–07, 1908–09, 1909–10, 1912–13, 1922–23, 1932–33, 1933–34, 1934–35, 2024–25
  - Віцечемпіон (9): 1902–03, 1907–08, 1911–12, 1913–14, 1919–20, 1920–21, 1921–22, 1923–24, 2021–22
- Другий дивізіон Чемпіонату Бельгії:
  - Переможець (2): 1963–64, 2020–21
  - Віцечемпіон (1): 1967–68
- Третій дивізіон А Чемпіонату Бельгії:
  - Переможець (2): 1975–76, 1983–84
- Третій дивізіон B Чемпіонату Бельгії:
  - Переможець (1): 2003–04
- Кубок Бельгії:
  - Переможець (3): 1912–13, 1913–14, 2023–24[1]
- Суперкубок Бельгії:
  - Переможець (1): 2024[2]

### Міжнародні
- «Coupe Van der Straeten Ponthoz»:
  - Переможець (3): 1905, 1906, 1907
  - Фіналіст (1): 1904
- «Coupe Jean Dupuich»:
  - Переможець (4): 1912, 1913, 1914, 1925
  - Фіналіст (1): 1908

## Цікаві факти
- Протягом 1930-х років, протистояння між «Уніон Сент-Жілуаз» (10) та «Дарінг Клуб ді Брюссель» (2) переросло в дербі та спонукало Жоріса де Хансвіка та Пауля Ван Сталля написати п'єсу під назвою «Боссеманс і Коппенолле» та зробити  театральну постановку на її основі. Вистава мала значний успіх і була адаптована під фільм.
- Найбільше матчів у збірній Бельгії провів Поль Ванденберг[it] — 36 (16 забитих м'ячів).
- Свій 11-й титул «Юніон Сен-Жилуаз» здобув ще в сезоні 1934–35 років, а 12-й у сезоні 2024–25 років. Цей розрив між титулами (90 років) став найбільшим в історії десяти найкращих європейських чемпіонатів.

## Склад команди
Станом на 27 липня 2025
| №  | Поз. | Нац.      | Гравець             |
| -- | ---- | --------- | ------------------- |
| 1  | ВР   | Бельгія   | Вік Чамбере         |
| 3  | ЗХ   | Сенегал   | Мамаду Тьєрно Баррі |
| 4  | ПЗ   | Норвегія  | Матіас Расмуссен    |
| 5  | ЗХ   | Аргентина | Кевін Мак Аллістер  |
| 6  | ПЗ   | Бельгія   | Каміл Ван де Перре  |
| 8  | ПЗ   | Алжир     | Адем Зоргане        |
| 9  | НП   | Хорватія  | Франьо Іванович     |
| 10 | ПЗ   | Бельгія   | Ануар Айт Ель Хадж  |
| 11 | НП   | Німеччина | Генок Теклаб        |
| 12 | НП   | Канада    | Проміс Девід        |
| 13 | НП   | Еквадор   | Кевін Родрігес      |
| 16 | ЗХ   | Англія    | Крістіан Берджесс   |
| 18 | ВР   | Грузія    | Гіоргі Кавлашвілі   |

| №  | Поз. | Нац.                 | Гравець               |
| -- | ---- | -------------------- | --------------------- |
| 19 | ЗХ   | Бельгія              | Гійом Франсуа         |
| 20 | НП   | Швейцарія            | Марк Гігер            |
| 21 | ПЗ   | Бельгія              | Алессіо Кастро-Монтес |
| 22 | НП   | Сенегал              | Уссейну Ньянг         |
| 23 | НП   | Марокко              | Соф'ян Буфаль         |
| 24 | ПЗ   | Бельгія              | Шарль Вангутт         |
| 25 | ПЗ   | Ізраїль              | Анан Халілі           |
| 26 | ЗХ   | Англія               | Росс Сайкс            |
| 30 | НП   | Австрія              | Рауль Флоруч          |
| 31 | НП   | Екваторіальна Гвінея | Крістіан Макате       |
| 48 | ЗХ   | Бельгія              | Федде Лейсен          |
| 77 | НП   | Гана                 | Мохаммед Фусейні      |
|    | ПЗ   | Кот-д'Івуар          | Жан Тьєррі Лазар      |

## Тренерський штаб
Головний тренер
- Карел Герертс

Асистенти головного тренера
- Барт Меерт
- Артур Копит

Тренер голкіперів
- Лоран Дерадт

Тренер з фізпідготовки
- Тібо Меєр

### Медики
Фізіотерапевти
- Стівен ван ден Берг
- Іван дель Моліно

Медик
- Аксель Марлер